# Die unsichtbare Front (1956)
Die unsichtbare Front (Originaltitel: Three Brave Men) ist ein US-amerikanisches Filmdrama von 1956 unter der Regie von Philip Dunne mit Ray Milland, Ernest Borgnine und Frank Lovejoy in den Hauptrollen.

## Handlung
Kommunistische Verschwörungen scheinen in den 1950er Jahren allgegenwärtig zu sein, besonders in Washington, D.C., wo John Rogers, der Marineminister, erfährt, dass einer seiner Untergebenen unter dem dringenden Verdacht steht, ein Sympathisant der Kommunisten zu sein.
Bernie Goldsmith ahnt nicht, dass es sich um ihn handelt, denn er freut sich über den Schulaufsatz seiner Tochter über Patriotismus. Die Nachricht, dass er vom Dienst suspendiert und gegen ihn ermittelt wird, ist für ihn ein Schock.
Freunde und Nachbarn, darunter ein protestantischer Pfarrer und ein katholischer Nachbar, stellen sich auf Bernies Seite, während andere beginnen, ihn zu meiden. Joe DiMarco erklärt sich bereit, ihn vor Gericht zu vertreten, wo ein weiblicher Leutnant, Mary Jane McCoy, in den Augen der Marine ein verdächtiges Bild von Bernie zeichnet. Andere widerrufen ihre ursprüngliche Aussage gegen Bernie. Einige Zeugen bringen sich selbst in Misskredit, indem sie antisemitische Tiraden über die jüdische Kontrolle der Industrie oder eine jüdisch-kommunistische Verschwörung von sich geben. Joes sorgfältige Arbeit führt zu einer schlüssigen Aussage, dass Bernie kein Kommunist ist, und alle Anklagen gegen ihn werden fallen gelassen.
Der dankbare Bernie kann es kaum erwarten, wieder an seinen Arbeitsplatz zurückzukehren. Doch Minister Rogers bleibt dabei, dass er ihm noch nicht trauen kann. Monate vergehen, ohne dass Bernie eine Arbeit findet. Diejenigen, die an Bernie glauben, setzen alles daran, den Minister zu einer Entschuldigung zu bewegen und den Ruf des unschuldigen Mannes wiederherzustellen.

## Besetzung und Synchronisation
| Rolle             | Darsteller         | Sprecher              |
| ----------------- | ------------------ | --------------------- |
| Bernie Goldsmith  | Ernest Borgnine    | Wolf Martini          |
| Helen Goldsmith   | Virginia Christine | Inge Landgut          |
| Joe DiMarco       | Ray Milland        | Heinz Engelmann       |
| Lt. McCoy         | Nina Foch          | Ursula Traun          |
| Major Jensen      | Edward Andrews     | Siegfried Schürenberg |
| Miss Scott        | Olive Blakeney     | Ursula Krieg          |
| O’Reilly          | James Westerfield  | Eduard Wandrey        |
| Rogers            | Dean Jagger        | Paul Wagner           |
| Shirley Goldsmith | Diane Jergens      | Marianne Lutz         |

## Produktion
Borgnine wurde von Hecht Hill Lancaster ausgeliehen. Später verklagte er die Firma auf die ihm (und ihr) zustehende Gage für The Catered Affair, The Best Things in Life Are Free und Three Brave Men.
Der Film hieß ursprünglich The Chasanow Story und wurde im März 1956 angekündigt. Er basierte auf einer Artikelserie von Anthony Lewis. Produzent war Herbert Swope, Drehbuchautor und Regisseur Phillip Dunne, der gerade an Die Männer um Hilda Crane gearbeitet hatte.
Der Titel wurde schließlich in Three Brave Men geändert, basierend auf dem Titel eines Zeitungsartikels, nachdem Chasanow wieder eingestellt worden war. Produzent Swope wollte Ernest Borgnine als Chasanow und Alan Ladd als dessen Anwalt. Die Hauptrollen wurden schließlich von Borgnine und Ray Milland gespielt. Die Dreharbeiten begannen im September.
Borgnine wurde von Hecht Hill Lancaster ausgeliehen. Später verklagte er die Firma auf die ihm (und ihr) zustehende Gage für The Catered Affair, Fanfaren der Freude und Die unsichtbare Front.

### Skript
Im Juli 1956 legte Twentieth-Century Fox der U.S. Navy eine Kopie des Drehbuchs zur Prüfung vor, im Rahmen der damals üblichen kooperativen "freiwilligen Zensur", wenn ein Film das U.S. Militär betraf. Der amtierende Marineminister Thomas S. Gates Jr. hielt dies für irreführend, und auf seine Bitte hin verfasste Dunne eine überarbeitete Version, die in den Worten der Navy klarstellte, dass "der Fall Khasanov weit davon entfernt war, ein typischer Fall zu sein, und dass er sich unter den gegenwärtigen Verfahren nicht wiederholen könnte". Er entfernte auch direkte Hinweise auf Antisemitismus als Grund für das Verfahren gegen Khasanov. In einem anderen Entwurf musste der internationale Kommunismus als die Bedrohung bezeichnet werden, die strenge Sicherheitsmaßnahmen erforderte. In seiner Autobiografie bedauerte Dunne, nicht den Film gedreht zu haben, den er sich ursprünglich vorgestellt hatte, "eine kafkaeske Geschichte über die Verweigerung von Menschenrechten", "eine (wahre) Geschichte über unsichtbaren Terror, über einen Mann, der im Dunkeln gegen unsichtbare Feinde kämpft", unfähig, sich auf seine verfassungsmäßigen Rechte zu berufen, um sich zu verteidigen. Die Perspektive, so schrieb er, wurde die der Marine und ihres Kreuzzugs zur Aufrechterhaltung der Sicherheit, bei dem nur selten Fehler gemacht wurden. Die Schlussworte eines Marineoffiziers im Film beschönigen die Verantwortung der Marine für die Verfolgung Khasanovs: "Ein freies Land lernt aus seinen Fehlern. Ich biete Ihnen die Entschuldigung der Marine für das schwere Unrecht an, das Sie erlitten haben".